# Kisantu

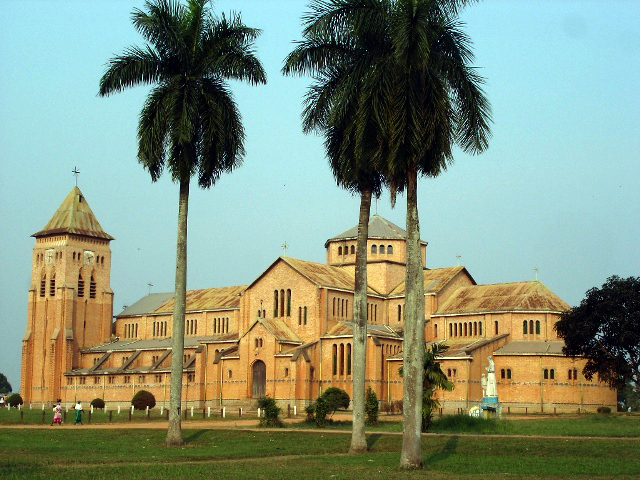
De Onze-Lieve-Vrouw-der-Zeven-Weeënkathedraal in Kisantu, voorheen jezuïetenkerk.

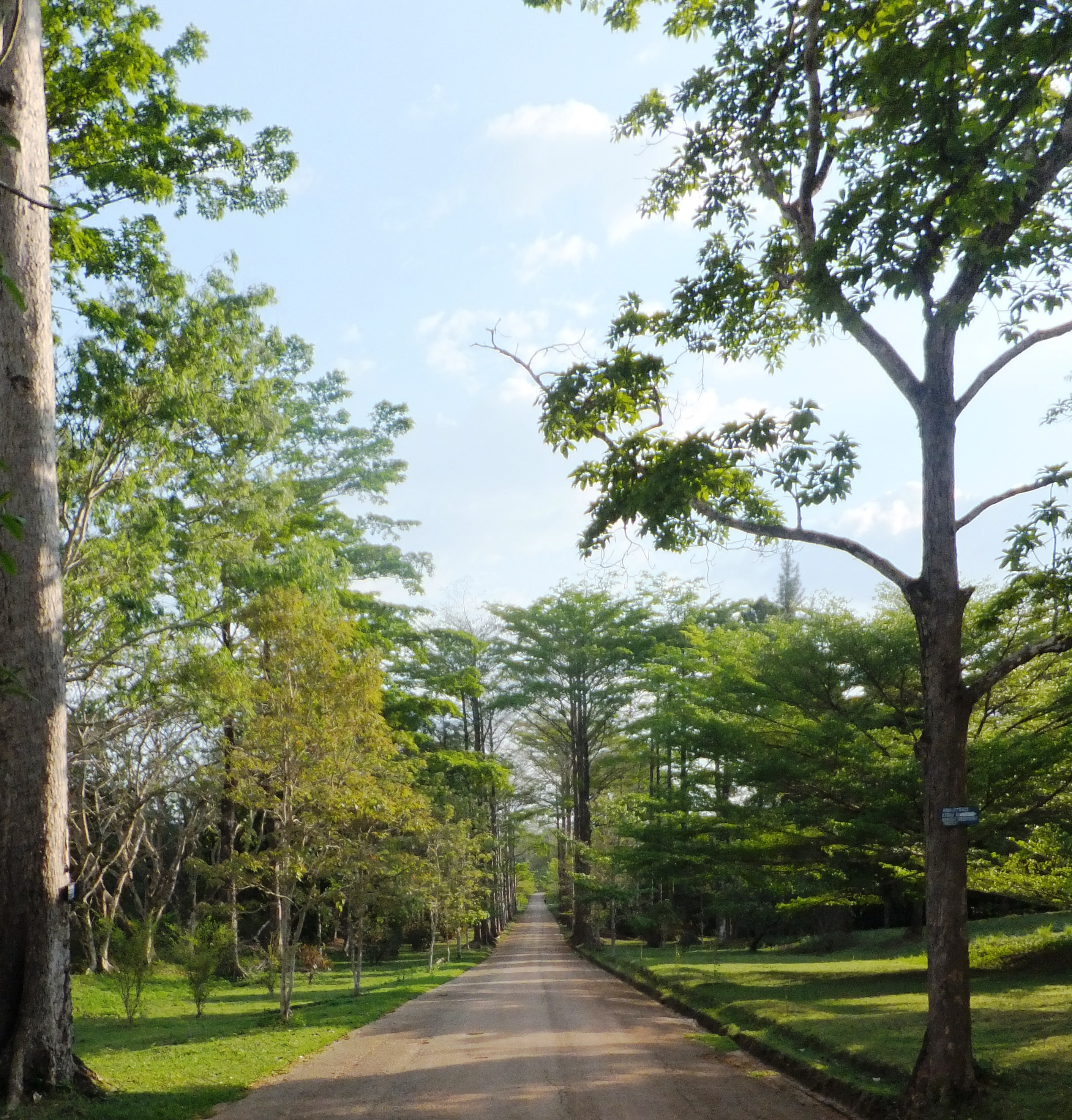
Ingang van de botanische tuin

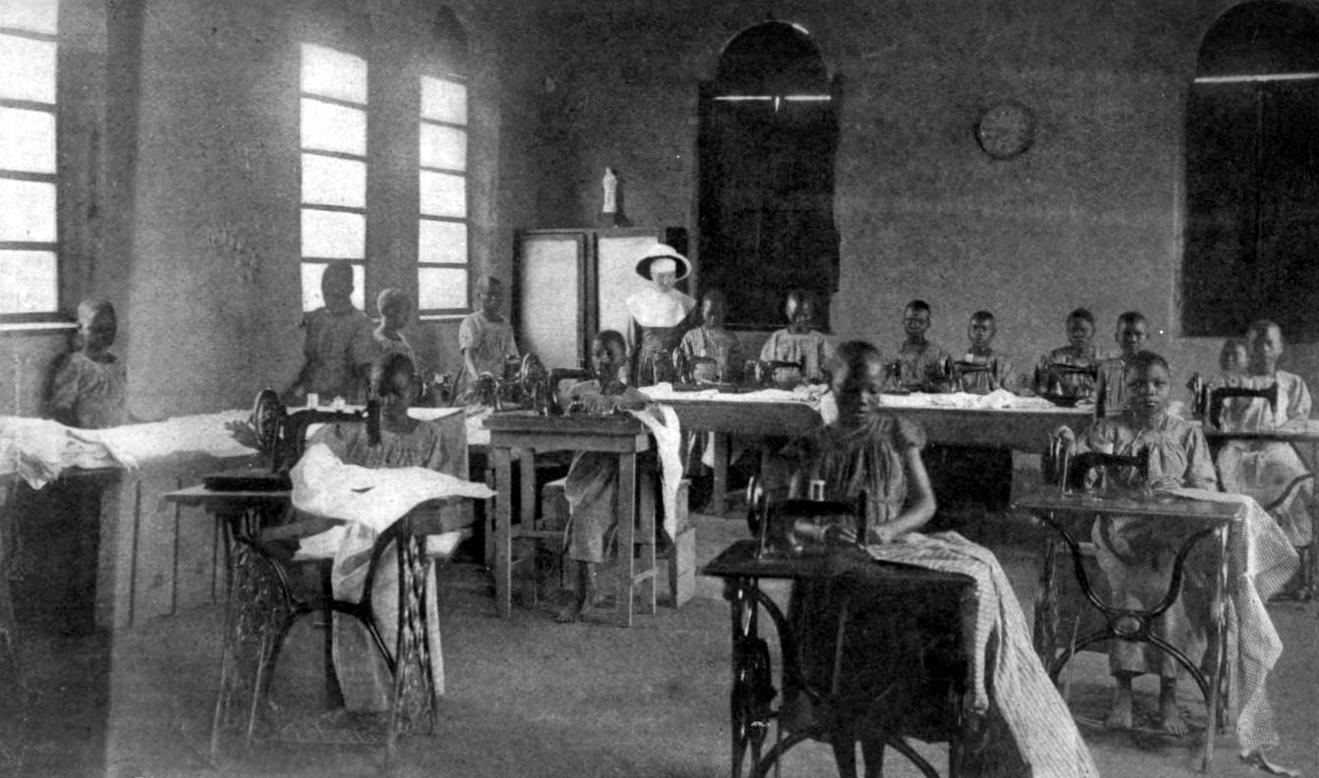
Naailessen in Kisantu (vóór 1905)

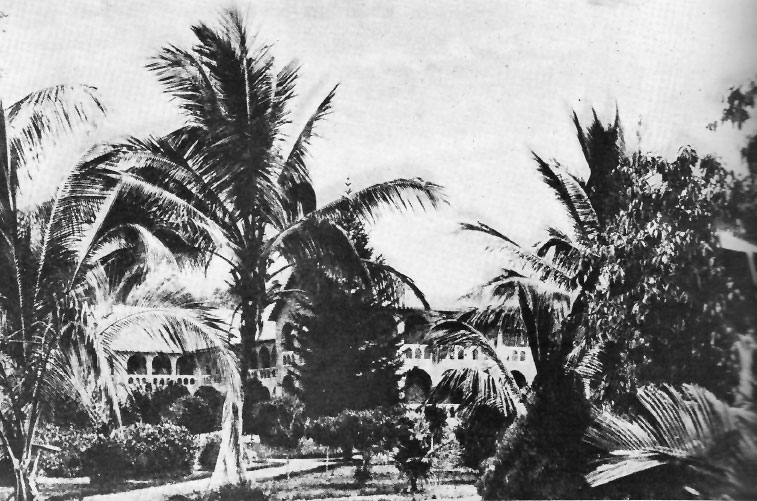
Het missiehuis van Kisantu in 1942

Kisantu is een stad in de Democratische Republiek Congo, zo'n 120 km ten zuiden van Kinshasa. Er waren 77.797 inwoners in 2010. De stad, gelegen op een plateau van 580 m aan de Inkisirivier, is zetel van een gelijknamig bisdom en bestaat uit Kisantu, Inkisi, Nkandu en Kintanu.

## Geschiedenis
In het gebied van de Bakongo werd de missiepost van Kisantu in 1893 gesticht door Belgische jezuïeten als eerste vestiging in de grote Kwangomissie. De zes paters, onder wie Émile Van Hencxthoven, Louis De Sadeleer en Justin Gillet, begonnen een catechisatieschool die kinderen uit de omgeving opleidde om het land te kerstenen. Ze leerden er ook lezen, schrijven, rekenen en veldwerk. In 1900 legde Gillet in Kisantu een botanische tuin aan, initieel gericht op voedselvoorziening.
De streek werd in 1902-03 zwaar geteisterd door de slaapziekte en voedseltekort. Gealarmeerd door getuigenissen van gevluchte kinderen, bracht de Commissie-Janssens in oktober 1904 een kort bezoek aan Kisantu. In haar eindrapport stelde ze vast dat dwangrekrutering en lijfstraffen wijdverspreid waren. Hoewel de jezuïeten dit bestreden, verlieten ze daarna het systeem van de kapelhoeven.
De Katholieke Universiteit Leuven bouwde in 1926-30 de FOMULAC in Kisantu ('Fondation médicale de l'Université de Louvain au Congo'). Zwarten konden er opleidingen volgen tot verpleger en medisch assistent. In de ziekenhuispaviljoenen werden blanken en zwarten gescheiden verzorgd door de zusters van liefdadigheid van Namen. In 1928 brachten koning Albert en koningin Elisabeth een bezoek en werd een documentairefilm over het missiewerk gedraaid door Ernest Genval (Nzambi Mpungu. Mission des R.P. Jésuites à Kisantu).
Nog in 1926 ontwierp René Reygaerts voor Kisantu een forse kerk in Toscaanse stijl. Tijdens de bouw, die tien jaar duurde, werd Kisantu verheven tot zetel van het gelijknamige vicariaat (1931).
In 1932 ontving Kisantu ook de landbouwschool CADULAC ('Centres agronomiques de l'université de Louvain au Congo'). Tegen 1950 waren FOMULAC en CADULAC uitgegroeid tot hogescholen met vijftien professoren en ruim 120 zwarte studenten. De rector en verschillende hoogleraren waren jezuïeten. Beide instellingen gingen op in de nieuwe universiteit Lovanium, waarvoor ondertussen constructiewerken begonnen op een plateau te Kimwenza. Na de verhuizing van de universiteit in 1954 namen de zusters van Vladslo het ziekenhuis over. Dankzij een bezoek van mgr. Kimbondo aan mgr. Desmet werd in 1957 de West-Vlaamse federatie Virgo Fidelis opgericht om meer zusters-verpleegkundigen te sturen naar wat voortaan het Hôpital Saint-Luc heette.
Paus Johannes XIII verhief in 1959 het vicariaat tot bisdom. De kerk van Kisantu was voortaan een kathedraal.
De jaren rond de Congolese onafhankelijkheid waren een roerige tijd in de streek. Enkele weken na de Dipenda, op 17 juli 1960, voerden Belgische Harvards vanuit Kamina een aanval uit op Inkisi, waar ze de brug zouden hebben vernietigd. Diezelfde dag haalden de Congolezen een Belgisch verkenningsvliegtuig neer.
De Jardin botanique de Kisantu werd vanaf 2004 opgeknapt en in 2008 weer plechtig ingehuldigd. Hij strekt zich uit over 200 hectare.

## Infrastructuur
In Kisantu vertrekken wegen naar Kinshasa, Matadi en Luanda. Er is een station en een klein vliegveld, evenals een ziekenhuis en meerdere scholen.

## Kernen
- Inkisi heeft een oud winkelcentrum en een treinstation.
- Nkandu is ontstaan uit het samengroeien van enkele dorpen.
- Kintanu ligt op de linkeroever van de Inkisi en heeft de grootste bevolking.

## Bezienswaardigheden
- Botanische tuin van Kisantu, gerenoveerd in 2004 en met een bijzonder arboretum
- Onze-Lieve-Vrouw-der-Zeven-Weeënkathedraal

## Geboren
- Simon-Pierre Boka (1929-2006), tekstdichter van Debout Congolais en La Zaïroise.